# Terminaator
Terminaator es un popular grupo de rock de Estonia procedente de Tallin y formado en 1987 por Jaagup Kreem.

## Integrantes

### Formación actual
- Jaagup Kreem - vocal, guitarra
- Henno Kelp - bajo
- Ronald Puusepp - batería
- Taavi Langi - guitarra

### Exintegrantes
- Margus Paalamaa - bajo (1987 - 1988)
- Tiit Must - batería (1987 - 1989)
- Arno "Arch" Veimer - guitarra (1987 - 1995)
- Andres Toome - bajo (1989 - 1992)
- Sulev "Sulliwan" Müürsepp - guitarra (1990 - 1992), (1996 - 1998)
- Eimel Kaljulaid - batería (1991-2003)
- Andres Oja - batería (1991)
- Indrek Timmer - bajo (1992 - 1994)
- Sven Valdmann - bajo (1993 - 2003)
- Margus Valk - guitarra (1997 - 1998)
- Elmar Liitmaa - guitarra (1992 - 1996), (1999 - 2009)
- Harmo Kallaste - teclados (1996), (2000 - 2009)

## Discografía

### Álbumes de estudio
- 1994: "Lõputu päev"
- 1995: "Minu väike paradiis"
- 1997: "Pühertoonia"
- 1998: "Singapur"
- 2000: "Head uudised"
- 2001: "Risk"
- 2003: "Kuutõbine"
- 2006: "Nagu esimene kord"
- 2011: "Rakett"
- 2011: "Tributt"
- 2014: "Vaikuse Meri"
- 2020: "Maailm vs. Lilian""

### Compilaciones
- 1997: "Kuld"
- 2005: "Go Live 2005"
- 2006: "Romeo & Julia"
- 2007: "20"
- 2009: "Ingli puudutus"